# Evacuação da Prússia Oriental
A Evacuação da Prússia Oriental refere-se à evacuação da população civil alemã e do pessoal militar na Prússia Oriental e da região Klaipėda entre 20 de janeiro e março de 1945, como parte da evacuação de civis alemães no final da Segunda Guerra Mundial. Não deve ser confundida com a expulsão após a guerra ter terminado, sob ocupação soviética.
A evacuação, que havia sido adiada por meses, foi iniciada devido ao medo dos avanços do Exército Vermelho durante a Ofensiva da Prússia Oriental. Algumas partes da evacuação foram planejadas como uma necessidade militar, a Operação Aníbal sendo a operação militar mais importante envolvida na evacuação. No entanto, muitos refugiados foram às ruas por conta própria por causa de atrocidades soviética contra os alemães relatadas nas áreas sob controle soviético. Denúncias de atrocidades soviéticas foram divulgadas, não só através de notícias oficiais e meios de propaganda do Terceiro Reich, mas também por rumores de que varreram a população civil e militar.
Mesmo tendo planos de evacuação detalhados para algumas áreas, as autoridades do Terceiro Reich, incluindo o Gauleiter da Prússia Oriental, Erich Koch, a ação foi adiada até 20 de janeiro, quando já era tarde demais para uma evacuação ordenada, e os serviços públicos acabaram sendo esmagados pelo enorme número daqueles que pretendiam evacuar. Juntamente com o pânico causado pela velocidade do avanço soviético, os civis apanhados no meio do combate, e o clima de inverno amargo, muitos milhares de refugiados morreram durante o período de evacuação.

Os soviéticos tomaram o controle completo da Prússia Oriental em maio de 1945. Uma grande parte da população civil alemã conseguiu ser evacuada, embora cerca de 300 000 foram mortos durante a ofensiva soviética. Em maio de 1945, as autoridades soviéticas registraram 193 mil alemães na Prússia Oriental, mas um número estimado de 800 mil conseguiram voltar após o fim das ações militares, que mais tarde foram expulsos pelas autoridades soviéticas e polacas. O censo de 1950 indicou uma população de etnia alemã na Prússia Oriental de 164 000.